# Komuna e Vithkuqit
Komuna e Vithkuqit är en kommun i Albanien.   Den ligger i prefekturen Qarku i Korçës, i den sydöstra delen av landet, 110 km sydost om huvudstaden Tirana.
Trakten runt Komuna e Vithkuqit består till största delen av jordbruksmark.  Runt Komuna e Vithkuqit är det glesbefolkat, med 17 invånare per kvadratkilometer.